# Sodomiewetgeving in de Verenigde Staten

Tijdlijn van de afschaffing van sodomiewetgeving in de Verenigde Staten
Wetten ingetrokken of ongrondwettelijk verklaard voor 1970
Wetten ingetrokken of ongrondwettelijk verklaard tussen 1970 en 1989
Wetten ingetrokken of ongrondwettelijk verklaard tussen 1989 en 2002
Wetten ingetrokken of ongrondwettelijk verklaard door het hooggerechtshof in 2000-2002
Alle sodomiewetgeving in de VS ongrondwettelijk verklaard Lawrence vs. Texas (2003)

Sodomiewetgeving in de Verenigde Staten was tot 1962 van kracht in alle vijftig staten, en had voornamelijk tot doel seks tussen homoseksuele mannen te criminaliseren. De staat Illinois was in 1962 de eerste die haar wetgeving op dit gebied afschafte. In de daaropvolgende jaren tot 2003 volgden 26 andere staten en het District of Columbia dit voorbeeld. In negen andere staten werd de antisodomiewetgeving ongeldig verklaard door een rechtbank. Slechts in vier van de resterende veertien staten (Kansas, Missouri, Oklahoma en Texas) was geslachtsverkeer tussen mannen specifiek verboden. De overige tien verboden anale seks ongeacht geslacht.
De straf die aan sodomie verbonden werd verschilde per staat. Tot 1962 voorzag de wet in iedere staat in een langdurige gevangenisstraf. In Idaho was een levenslange gevangenisstraf mogelijk. In de tweede helft van de twintigste eeuw versoepelden veel staten hun wetgeving. De wetten werden zelden tot nooit meer in de praktijk gebracht.
Het Amerikaanse hooggerechtshof vonniste in 1986 in de zaak Bowers vs. Hardwick dat de antisodomiewet van de staat Georgia (en daarmee vergelijkbare wetten in andere staten) niet ongrondwettelijk was. Zeventien jaar later, in 2003, verklaarde het hooggerechtshof echter in de controversiële zaak Lawrence vs. Texas dat de dan nog resterende wetgeving in veertien staten in strijd was met het veertiende amendement van de Amerikaanse grondwet. Deze beslissing leidde de facto tot de afschaffing van de resterende sodomiewetgeving in Amerika.

## Wetgeving op staatsniveau

### Op staatsniveau afgeschaft
De volgende 36 staten hadden hun sodomiewetgeving al voor 2003 via hun eigen uitvoerende of rechterlijke macht herroepen:
1. Illinois - afgeschaft in 1962
2. Connecticut afgeschaft in 1971
3. Colorado - afgeschaft in 1972
4. Oregon - afgeschaft in 1972
5. Delaware afgeschaft in 1973
6. Hawaï - afgeschaft in 1973
7. North Dakota - afgeschaft in 1973
8. Ohio - afgeschaft in 1974
9. New Hampshire - afgeschaft in 1975
10. New Mexico - afgeschaft in 1975
11. Californië - afgeschaft in 1976
12. Maine - afgeschaft in 1976
13. Washington - afgeschaft in 1976
14. West Virginia - afgeschaft in 1976
15. Indiana - afgeschaft  in 1977
16. South Dakota afgeschaft in 1977
17. Vermont - afgeschaft in 1977
18. Wyoming - afgeschaft in 1977
19. Iowa - afgeschaft in 1978
20. Nebraska - afgeschaft in 1978
21. New Jersey - afgeschaft in 1979
22. Alaska - afgeschaft in 1980
23. New York - afgeschaft via een rechtbank in 1980
24. Pennsylvania - afgeschaft via een rechtbank in 1980 en in 1995 herroepen door het parlement
25. Wisconsin afgeschaft in 1983
26. Kentucky - afgeschaft via een rechtbank in 1992 (zie: Kentucky vs. Wasson)
27. Nevada - afgeschaft in 1993
28. Tennessee - afgeschaft via een rechtbank in 1996
29. Montana - afgeschaft via een rechtbank in 1997
30. Georgia - afgeschaft via een rechtbank in 1998
31. Rhode Island - afgeschaft in 1998
32. Maryland - afgeschaft via een rechtbank in 1999
33. Arizona - afgeschaft in 2001
34. Arkansas - afgeschaft via een rechtbank in 2001
35. Minnesota - afgeschaft via een rechtbank in 2001
36. Massachusetts - afgeschaft via een rechtbank in 2002

### Afgeschaft door federale uitspraak
De overige veertien staten werden door de uitspraak in Lawrence vs. Texas gedwongen hun wetgeving aan te passen. Kansas, Missouri, Oklahoma en Texas hadden wetten die specifiek seks tussen homoseksuelen verboden. De andere tien staten verboden iedere vorm van anale seks.
- Alabama - gevangenisstraf van één jaar en $2000 boete
- Florida - gevangenisstraf van zestig dagen en $500 boete
- Idaho - gevangenisstraf van vijf jaar tot levenslang
- Kansas - gevangenisstraf van zes maanden en $1000 boete
- Louisiana - gevangenisstraf van vijf jaar en $2,000
- Michigan - gevangenisstraf van vijftien jaar
- Mississippi - gevangenisstraf van tien jaar
- Missouri - gevangenisstraf van één jaar en $1000 boete
- North Carolina - gevangenisstraf van tien jaar
- Oklahoma - gevangenisstraf van tien jaar
- South Carolina - gevangenisstraf van vijf jaar en $500 boete
- Texas - $500 boete
- Utah - gevangenisstraf van zes maanden en $1000 boete
- Virginia - gevangenisstraf van één tot vijf jaar